# Recueil des travaux de l’Institut des sciences techniques de l’Academie serbe des sciences et arts

Recueil des travaux de l’Institut des sciences techniques de l’Academie serbe des sciences et arts је стручни часопис посвећен питањима из области машинства, а посебна пажња посвећена је бродоградњи, термотехници и возилима на електрични погон. Излазио је у Београду од 1973. до 1979. године, а издавао га је Институт техничких наука Српске академије наука и уметности. Уредник часописа био је академик Ненад Зрнић (директор Института 1963—1981). Часопис је наставак Зборника радова Машинског института „Владимир Фармаковски“. Објављене су само две свеске – vol. 11 (1973) и vol. 12 (1979), а након тога, часопис је престао да излази.